# Чернорудка
Чернору́дка (укр. Чорнорудка) — село на Украине, основано в 1620 году, находится в Ружинском районе Житомирской области.
Код КОАТУУ — 1825286801. Население по переписи 2001 года составляет 1005 человек. Почтовый индекс — 13620. Телефонный код — 4138. Занимает площадь 4,986 км².

## Адрес местного совета
13620, Житомирская область, Ружинский р-н, с.Чернорудка, ул.Ленина, 47

## Известные уроженцы
- Сусский, Степан Яковлевич (1905—2002) — советский военачальник, гвардии генерал-майор артиллерии.